# 譚鍇
譚鍇（1578年—？），號百治，江西建昌府南丰县人，明朝政治人物。

## 生平
万历二十八年（1600年）庚子江西乡试举人，三十五年（1607年）丁未科進士，兵部觀政，三十八年授行人，四十六年考选，四十八年授南福建道御史，天启元年巡视京营，管京仓，本年巡视下江，四年升南光禄寺少卿，五年致仕。

## 家族
曾祖譚允湖。祖父譚國增。父譚良謨。母符氏。慈侍下。兄鉞、铨。弟锦、鑰、镃、铸、金。